# Jacob Wooten
Jacob Wooten (* 22. April 1997 in The Woodlands, Texas) ist ein US-amerikanischer Leichtathlet, der sich auf den Stabhochsprung spezialisiert hat.

## Sportliche Laufbahn
Jacob Wooten wuchs in Tomball, Texas auf und absolvierte ein Studium an der Texas A&M University. Erste internationale Meisterschaftserfahrungen sammelte er im Jahr 2024, als er bei den Olympischen Sommerspielen in Paris mit übersprungenen 5,60 m in der Qualifikationsrunde ausschied.